# 広域臨海環境整備センター法
広域臨海環境整備センター法（こういきりんかいかんきょうせいびセンターほう、昭和56年6月10日法律第76号）は、広域臨海環境整備センターに関する日本の法律である。

## 概要
海面埋立により臨海地域の整備をしたいが「瀬戸内海環境保全特別措置法（瀬戸内法）」等により旧環境庁（現環境省）に規制されている旧運輸省（現国土交通省）港湾局と、廃棄物埋立処分場は作りたいが用地確保のめどが立たない旧厚生省（現厚生労働省）・旧環境庁との折衝により生まれた。
本法には、環境省が環境アセスメント等の環境評価を行い、埋立てを港湾管理者に特許し、国土交通省が国庫補助事業として港湾管理者に廃棄物護岸を施工させ、総務省（旧自治省）が、都道府県及び市町村を取りまとめて供託金を募り、厚生労働省が供託金を原資に広域臨海環境整備センターを設立し、同センターに廃棄物の受け入れと埋立て業務を行わせしめ、埋立て後の土地を港湾管理者が売却することで補助金以外の護岸工事費等を回収する、というビジネスモデルの実現のための諸規定がおかれている。
燃やした後の灰から新たな土地が生まれることから、伝説の火の鳥に基づき「フェニックスセンター法」という別名がある。
自治体の広域連携モデルとして、道州制導入の試金石のひとつとも考えられることから、現在では特に総務省（旧自治省）が中心となって推進を行っている。しかし、東京湾・伊勢湾における計画は双方とも頓挫しており、現在までに実現した計画は大阪湾圏域の2府4県（京都府・大阪府・兵庫県・滋賀県・奈良県・和歌山県）の170市町村が参加する「大阪湾広域臨海環境整備センター」だけとなっている。